# Catostylus mosaicus
Catostylus mosaicus, también conocida como medusa mosaico o medusa azul, es la medusa más común en las aguas de la costa oriental de Australia. Pertenece a la familia Catostylidae y es la especie tipo del género Catostylus. Habita en bahías y estuarios de toda la zona norte y este de Australia. En algunos países asiáticos, especialmente en Japón son consideradas una delicia culinaria.

## Descripción
Normalmente alcanza un tamaño de entre 25 y 30 cm de diámetro. Su color habitual (azul cobalto) puede tornarse de un tono marrón amarillento opaco debido a la presencia de algas unicelulares (Zooxanthela) comensales que pueden vivir en su interior.

## Reproducción
Catostylus mosaicus presenta un ciclo de vida con alternancia de generaciones entre la fase pólipo, en la cual se reproduce asexualemente y la fase medusa en la que se reproduce sexualmente.

## Sinónimos
Catostylus mosaicus originariamente fue descrita como Cephea mosaica por Quoy y Gaimard en 1824. Posteriormente también ha sido denominada Rhizostoma mosaica (Huxley, 1849) y Crambessa mosaica (Haeckel, 1880). En 1862, L. Agassiz la describió como dos especies diferentes: Catostylus mosaicus y Catostylus wilkesii, aunque actualmente son consideradas la misma especie.